# Lúcio Antíscio
Lúcio Antíscio (em latim: Lucius Antistius) foi um político da gente Antíscia nos primeiros anos da República Romana, eleito tribuno consular em 379 a.C..

## Identificação
A gente Antístia, que nas moedas e inscrições aparece geralmente como "ANTE'STIA", é de origem plebeia. Mas primeiras etapas da República, nenhum dos membros aparece com um prenome e, inclusive em épocas posteriores, eles são raramente mencionados. Os mais comuns são Labeu, Regino e "Vbtus". Todos os demais membros se auto-denominam apenas "Antíscio".

## Tribunato consular (379 a.C.)
Segundo Lívio, em 379 a.C., Lúcio Antíscio foi eleito tribuno com Públio Mânlio Capitolino, Caio (ou Cneu) Mânlio Vulsão, Lúcio Júlio Julo, Marco Albínio e Caio Sestílio. Segundo os Fastos Capitolinos, foram eleitos ainda Públio Trebônio e Caio Erenúcio.
Este foi um ano para o qual foram eleitos um número igual de tribunos patrícios e plebeus.
Lúcio Júlio permaneceu em Roma enquanto o comando da campanha contra os volscos foi entregue, através de um procedimento extraordinário, a Públio Mânlio e seu irmão, Caio Mânlio. Apesar da inexperiência dos comandantes, a campanha só não terminou como uma derrota completa graças ao valor dos soldados romanos.